# Daan Myngheer
Daan Myngheer (Roeselare, 13 april 1993 – Ajaccio, 28 maart 2016) was een Belgische wielrenner.

## Biografie
Daan Myngheer groeide op in Hooglede als zoon van wielrenner Ivo en Jeanique Vanpeteghem. Als kind was hij aangesloten bij Eendracht Hooglede. Hij stopte met voetbal in 2007 en sloot zich aan bij Jonge Renners Roeselare.
In 2008 werd Myngheer tweede op het nationaal wegkampioenschap voor eerstejaarsnieuwelingen, na Ruben Boons. Een jaar later pakte hij brons op het provinciaal kampioenschap tijdrijden voor tweedejaarsnieuwelingen. In 2010 won hij het provinciaal juniorenkampioenschap, vóór Lander Seynaeve en Xandro Meurisse.
Myngheer won in 2011 het Belgische kampioenschap op de weg voor junioren. De drie jaren daarna reed hij voor het opleidingsteam van Omega Pharma-Quick Step. In 2015 werd hij belofte bij Veranda's Willems, waarna hij een jaar later vertrok naar Roubaix Métropole européenne de Lille.
In de eerste etappe van het Internationaal Wegcriterium 2016 stapte hij op 25 kilometer van de finish van de fiets omdat hij zich niet goed voelde. In de ambulance kreeg hij een hartaanval. Hij werd naar het ziekenhuis van Ajaccio gebracht, waar hij twee dagen later overleed. Hij stierf een dag na Antoine Demoitié, een andere Belgische wielerbelofte.

## Overwinningen
2011
 Belgisch kampioen op de weg, junioren
Omloop Mandel-Leie-Schelde, junioren

## Ploegen
- 2015 –  Veranda's Willems Cycling Team
- 2016 –  Roubaix Métropole européenne de Lille